# Apostolska nunciatura v Franciji
Apostolska nunciatura v Franciji je diplomatsko prestavništvo (veleposlaništvo) Svetega sedeža v Franciji, ki ima sedež v Parizu.
Trenutni apostolski nuncij je Luigi Ventura.

## Seznam apostolskih nuncijev
- Gerolamo Ragazzoni (1583–1586)
- Maffeo Barberini (4. december 1604–1606)
- Bernardino Spada (4. december 1623–1627)
- Ranuccio Scotti (1639–1641)
- Girolamo Grimaldi-Cavalleroni (27. marec 1641–20. september 1648)
- Nicolò Guidi di Bagno (23. april 1644–1656)
- Celio Piccolomini (27. oktober 1656–1663)
- Bernardino Giraud (28. april 1767–15. marec 1773)
- Giuseppe Maria Doria Pamphilj (6. september 1773–14. februar 1785)
- Antonio Dugnani (14. junij 1785–31. maj 1791)
- Vincenzo Macchi (22. november 1819–1826)
- Luigi Emmanuele Nicolo Lambruschini (14. november 1826–1830)
- Raffaele Fornari (14. januar 1843–7. junij 1851)
- Carlo Sacconi (5. oktober 1853–30. september 1861)
- Flavio Chigi (1. oktober 1861–1873)
- Pier Francesco Meglia (10. julij 1874–31. marec 1883)
- Wlodzimierz Czacki (19. september 1879–8. marec 1888)
- Camillo Siciliano di Rende (26. oktober 1882]] - ?)
- Luigi Rotelli (23. maj 1887–15. september 1891)
- Domenico Ferrata (23. junij 1891–20. november 1899)
- Benedetto Lorenzelli (10. maj 1899–31. julij 1904)
- Bonaventura Cerretti (20. maj 1921–12. oktober 1931)
- Luigi Maglione (23. junij 1926–22. julij 1938)
- Valerio Valeri (11. julij 1936–1944)
- Angelo Giuseppe Roncalli (23. december 1944–15. januar 1953)
- Paolo Marella (15. april 1953–1959)
- Paolo Bertoli (16. april 1960–1969)
- Egano Righi-Lambertini (23. april 1969–1979)
- Angelo Felici (27. avgust 1979–1. julij 1988)
- Lorenzo Antonetti (23. september 1988–24. junij 1995)
- Mario Tagliaferri (13. julij 1995–21. maj 1999)
- Fortunato Baldelli (19. junij 1999–2. junij 2009)
- Luigi Ventura (22. september 2009–danes)